# Libnotes (Libnotes) laetinota
Libnotes (Libnotes) laetinota is een tweevleugelige uit de familie steltmuggen (Limoniidae). De soort komt voor in het Oriëntaals gebied.